# Elvin A. Kabat

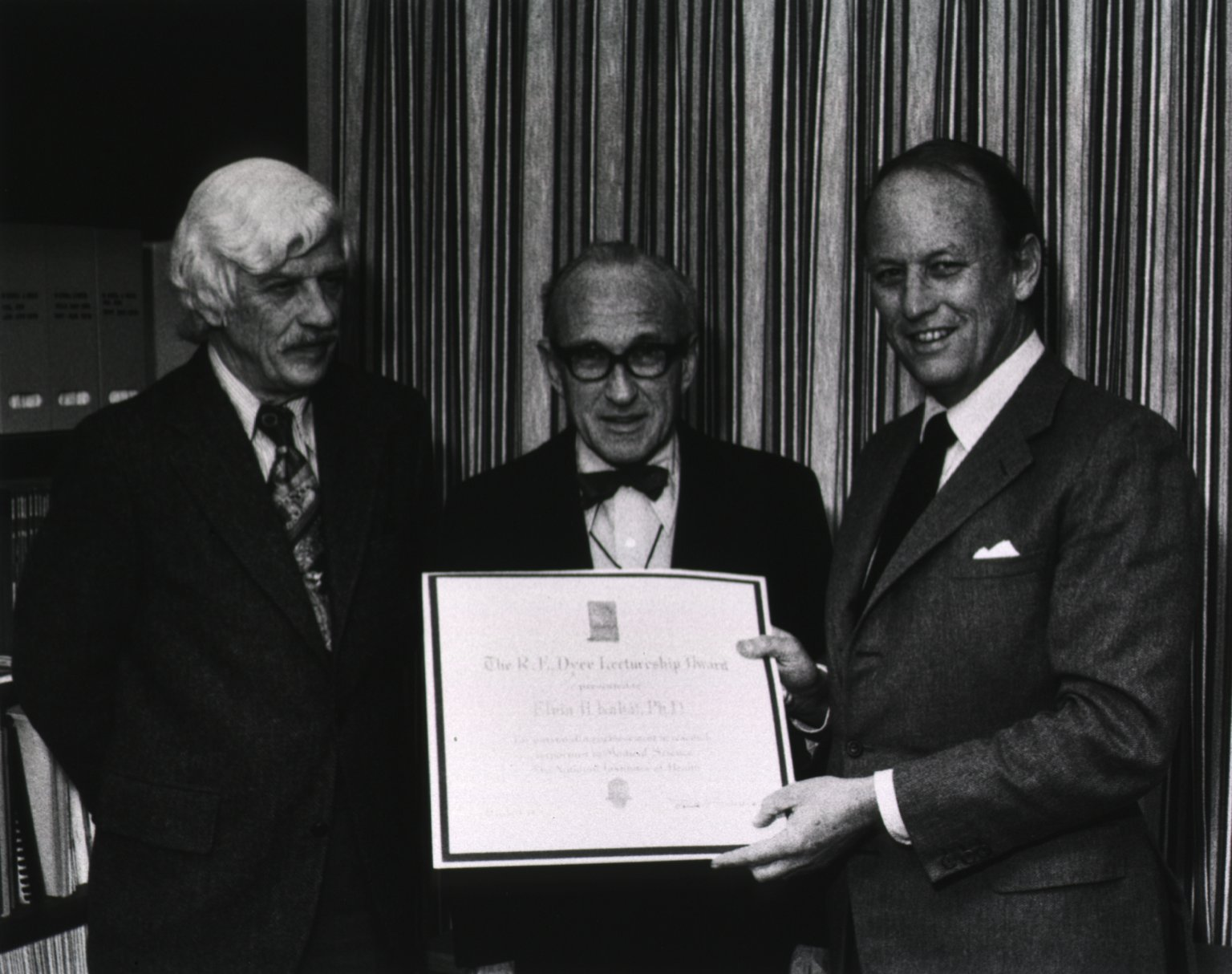
Elvin A. Kabat (Mitte), 1979

Elvin Abraham Kabat (* 1. September 1914 in New York City; † 16. Juni 2000 in Falmouth, Massachusetts) war ein amerikanischer Chemiker und Immunologe. Er fungierte von 1946 bis 1985 als Professor an der Columbia University und widmete sich in seinem wissenschaftlichen Wirken unter anderem der chemischen Natur und der Struktur von Antikörpern, immunchemischen Untersuchungen zu den AB0-Antigenen sowie Studien zur Experimentellen autoimmunen Enzephalomyelitis. In Anerkennung seiner Leistungen wurde er unter anderem  1966 in die National Academy of Sciences und die American Academy of Arts and Sciences aufgenommen sowie 1977 mit dem Louisa-Gross-Horwitz-Preis und 1991 mit der National Medal of Science ausgezeichnet.

## Leben
Elvin Kabat wurde 1914 in New York City geboren und schloss bereits im Alter von 15 Jahren die High School ab. Anschließend begann er ein Studium am City College of New York, das er 1932 mit einem B.S.-Abschluss mit Spezialisierung in Chemie abschloss. Danach wechselte er in das Labor von Michael Heidelberger an der Columbia University, an der er 1934 einen M.A.-Abschluss erlangte. 1937 wurde er bei Michael Heidelberger mit der Arbeit The reaction between crystalline horse serum albumin and antibody formed in the rabbit promoviert. Als Post-Doktorand war er anschließend zeitweise bei The Svedberg und Arne Tiselius an der Universität Uppsala tätig.
1938 erhielt er eine Anstellung als Dozent für Pathologie an der Cornell University. Drei Jahre später wechselte er an die Columbia University, an der er zunächst als wissenschaftlicher Mitarbeiter tätig war, bevor er dort von 1946 bis 1952 als Professor für Bakteriologie, von 1952 bis 1985 als Professor für Mikrobiologie und ab 1969 zusätzlich als Professor für Humangenetik und Entwicklungsbiologie wirkte. Zu seinen Schülern zählten unter anderem Stuart F. Schlossman und der spätere Nobelpreisträger Baruj Benacerraf.
Elvin Kabat war ab 1942 verheiratet und Vater dreier Söhne, von denen Jon Kabat-Zinn als Professor an der University of Massachusetts tätig war und durch Arbeiten zum Umgang mit Stress und Angst bekannt wurde, und von sechs Töchtern. Er starb 2000 in Falmouth, Massachusetts.

## Wissenschaftliches Wirken
Elvin Kabat, der in 65 Jahren rund 470 wissenschaftliche Publikationen veröffentlichte, widmete sich verschiedenen Aspekten der immunologischen Forschung, und leistete mit seinen Arbeiten grundlegende Beiträge zum Verständnis von Entzündungsprozessen und Allergien sowie zur Transfusionsmedizin. Gemeinsam mit seinem Doktorvater Michael Heidelberger konnte er durch Elektrophorese und Ultrazentrifugation zeigen, dass es sich bei Antikörpern um die Gamma-Fraktion der im Serum vorhandenen Globuline handelt. Anhand der Molekülmasse und der Sedimentationsrate gelang es ihnen auch, zwei verschiedene Arten von Antikörpern zu unterscheiden, die später als die Immunglobulin-Klassen IgG und IgM bezeichnet wurden. Zusammen mit Manfred M. Mayer, einem weiteren Schüler von Michael Heidelberger, veröffentlichte er das Lehrbuch  Experimental Immunochemistry, das zwischen 1948 und 1984 in zwei Auflagen und sieben Nachdrucken erschien.
Darüber hinaus untersuchte er zusammen mit Michael Heidelberger die Präzipitin-Reaktion und die Wirkung von Agglutininen. Nach dem Ende des Zweiten Weltkrieges beschäftigte er sich unter anderem mit immunchemischen Studien zu den AB0-Antigenen, zur Experimentellen autoimmunen Enzephalomyelitis in Affen als Modellerkrankung für die Multiple Sklerose des Menschen sowie mit Immunreaktionen gegen die als Blutersatzmittel eingesetzte Substanz Dextran. Basierend auf seinen Untersuchungen zu den Wechselwirkungen zwischen Dextran und Anti-Dextran-Antikörpern gelang es ihm erstmals, die minimale und maximale Größe sowie die räumliche Form der Antigen-Bindungsstellen von Antikörpern abzuschätzen. Diese Daten wurden später durch andere Wissenschaftler durch kristallographische Arbeiten zur dreidimensionalen Struktur von Antikörpern bestätigt.

## Auszeichnungen
Elvin Kabat fungierte 1965/1966 als Präsident der American Association of Immunologists und wurde 1966 sowohl in die National Academy of Sciences als auch in die American Academy of Arts and Sciences aufgenommen. Er erhielt unter anderem vom Weizmann-Institut für Wissenschaften (1982), von der Columbia University (1987) und von der Northwestern University (1994) einen Ehrendoktortitel sowie 1949 den Eli Lilly and Company Research Award, 1966 den Karl Landsteiner Memorial Award, 1977 den Louisa-Gross-Horwitz-Preis, 1982 den Philip Levine Award, 1987 den Dickson Prize in Medicine, 1991 die National Medal of Science und 1995 den Lifetime Achievement and Lifetime Service Award der Amerikanischen Immunologen-Vereinigung. Nach Elvin Kabat benannt ist die seit 2001 jährlich vergebene Heidelberger-Kabat Distinguished Lectureship in Immunology an der Columbia University.

## Werke (Auswahl)
- Blood Group Substances. Their Chemistry and Immunochemistry. New York 1956
- Experimental Immunochemistry. Springfield, IL 1948, 1958, 1961, 1964, 1967, 1971 (tschechische Ausgabe: Experimentálni imunochemie, Prag 1965; spanische Ausgabe: Inmunoquímica experimental, Mexiko-Stadt 1968)
- Structural Concepts in Immunology and Immunochemistry. New York 1968, 1976
- Einführung in die Immunochemie und Immunologie. Berlin 1971